# Vladislav Chorvatský
Vladislav nebo Ladislas (latinsky Ladasclaus) byl v letech 821–835? kníže dalmatských Chorvatů. Podle Franských královských letopisů mu byl stejně jako již jeho strýci z matčiny strany (a franském vazalovi) Bornovi udělen císařem Ludvíkem Pobožným titul vévody Dalmácíe a Liburnie (dux Dalmatiae et Liburniae) V letopisech je zmíněn jen jednou k roku 821. Borna zemřel mezi lednem a říjnem 821 během povstání knížete Dolní Panonie Ljudevíta proti Frankům a po něm nastoupil „na žádost lidu a se souhlasem císaře“ jeho synovec Vladislav. V  historiografii se jeho panství nazývá Dalmátské nebo také Pobřežní Chorvatsko. Vladislavovým nástupcem se stal kníže Mislav.